# Famille de Montauban
Pour l’article homonyme, voir Montauban, actuelle commune de la Drôme.
 (juillet 2025).
Motif : Notoriété de la famille insuffisamment démontrée, notamment par plusieurs membres qui ont un article, ou par des sources secondaires centrées sur la famille elle-même. Cf WP:CAA 
- Archive Wikiwix
- Bing
- Cairn
- DuckDuckGo
- E. Universalis
- Gallica
- Google
- G. Books
- G. News
- G. Scholar
- Persée
- Qwant
- (zh) Baidu
- (ru) Yandex

| 1. | Préciser le motif de la pose du bandeau. | Précisez le motif de la pose du bandeau en utilisant la syntaxe suivante : {{admissibilité à vérifier\|date=août 2025\|motif=remplacez ce texte par le motif}}                            |
| 2. | Informer les utilisateurs concernés.     | Pensez à avertir le créateur de l'article, par exemple, en insérant le code ci-dessous sur sa page de discussion : {{subst:avertissement admissibilité à vérifier\|Famille de Montauban}} |

Ne pas confondre avec la Maison de Montauban, originaire de Bretagne.
La famille de Montauban, est un lignage féodal de Provence (actuel département de la Drôme), qui a contrôlé une partie des Baronnies, en Dauphiné.

## Histoire

### Origines
La famille de Montauban, souveraine dans les Baronnies, est connue depuis Dragonette de Montauban (v. 1230) .  Le nom de Montauban (Montis Albionis) est mentionné la première dans la documentation en 1082 (Cartulaire de Cluny, 3590). Selon l'analyse proposée par Estienne (2008), les Montauban seraient issus de la descendance de Ripert-Giraud II, fils de Ripert I de Mévouillon.
Les Montauban abandonnent le castrum de Saint-Marcellin-lès-Vaison, installé sur la montagne de Darbousset, aux Mévouillon en 1214. En échange, ils gardent « les châteaux de Valréas, Montbrison, Grillon, Roussieux, la quatrième partie de Cairanne, la seigneurie de Mirabel et quelques terres alentour ». Les Montauban, tout comme les Mévouillon, sont possessionnés dans les diocèses de Gap et de Vaison, ainsi que « quelques alleux dans l’extrémité sud du diocèse de Die ».
Estienne (2008) observe le « nombre important des biens des Montauban, issus du domaine des Mirabel, confirme le lien de parenté qui existe entre les Mévouillon et les Montauban », concluant qu'ils possèdent « l’ensemble des biens que Ripert de Mévouillon détenait en haute Ouvèze ».
Vers 1230, Dragonet II de Montauban épouse Almuse de Mévouillon. Il récupère notamment le castrum.

### Baronnie de Montauban
La baronnie de Montauban provient pour une bonne part de celle de Mévouillon. Tout les droits sur cette baronnie passent au Dauphin en 1302.

## Généalogie
- Dragonette de Montauban (1230) ∞ Isoard Arthaud d'Aix, seigneur de Condorcet.
  - Malberjone d'Arthaud d'Aix (1307) ∞ Raymond des Baux, prince d'Orange.
  - Raymond de Montauban, seigneur de Montmaur, Lus, Glandale, la Baume-des-Arnauds, Dévoluy. Il participe à la croisade de saint-Louis en 1270.
  - Raynaud de Montauban, baron de Montmaur (1270) ∞ Sybille de Très.
    - Raymond (1338), seigneur de Montmaur.

  - Raimond (1371) ∞ Marguerite de La Roche.
    - Marguerite ∞ N de Puy-Montbrun.
    - Raymond (1395), seigneur de Montauban, viguier de Marseille ∞ Marguerite de Morges.
      - Aynard, seigneur de Montmaur (1333) ∞ Marguerite de Rame.
        - Isoard (1405) ∞ Guillaume Artaud d'Aix.
        - Marguerite (1447) ∞ Hélion de Villeneuve-Trans, baron des Arcs.
        - Raymond ∞ Alix de Laire
          - Guillaume et Alzias (illégitimes).

    - Raynaud, seigneur de La Baume-Noire.

  - Dragonet, évêque de Gap.
  - Mabile ∞ Guillaume III Arthaud d'Aix.
  - Guillaume de Montauban, seigneur de saint-André en Beauchêne (1300) ∞ Mabille d'Agoult.
    - Raymond seigneur de saint-André en Beauchêne ∞ Albaronne d'Ollières.
      - Raymond ∞ Bilette de Mévouillon.
        - Raymond, seigneur de Beauchêne ∞ Isabelle de Simiane.
          - Isoarde ∞ Guillaume des Porcellets.
          - Isoard.
            - Raymond ∞ Simonette de Commiers.
              - Claude (1537), baron de saint-André-en-Beauchêne ∞ Louise d'Agoult.
                - Louis, baron de Sault, prend les nom et les armes d'Agoult-Montauban.

    - Dragonet ∞ Maragde d'Ollières.
    - Guillaume ∞ Spata de Montbrand.
      - Guigues, coseigneur d'Aspres.
      - Isoard ∞ Isabeau Arthaud.
        - Raymond, châtelain du Champsaur, seigneur de saint-André, écuyer (1429) ∞ Alix de l'Hère.
          - Perceval (1529) ∞ Antoinette Alleman.
            - Simon, seigneur de saint-André, Jarjayes ∞ Marguerite de Rambaud.
              - Gaspard (1545) ∞ Catherine de Flotte.
                - François de Flotte de Montauban-Rambaud (1640) ∞ Suzanne Pascal du Villard.
                - Joseph ∞ Diane de La Piarre.

          - Guillaume le bâtard.

## Personnalités
- Dragonnet de Montauban, évêque de Gap en 1328.

## Armes
| Image | Armoiries |
| ----- | --- |
|       | Montauban : D'azur à trois chateaux d'or, maçonnés de sable. - Cris : Montauban ! - Titre : Baron du Dauphiné. |

## Titres et fiefs
- Baron de Mautauban,
- Seigneurs de : Ancelle, Aubres, Autane, Batie Coste Chaude, Batie Gouvernet, Batie Verdun, Beaume-Rison, Béconne, Cairanne, Château Ratier, Châteauneuf-de-Bordette, Derboux, Durfort, La Fare, Gignac, Lemps, Linceul, Léoux, Marsoin, Montauban, Montbrison, Montferrand, Montguers, Montjoux, Montréal, Noveysan, Odeffred, Ollon, Pennafort, Piégon, Rimbert, Rioms, Rocheblave, Rochebrune, Rosans, Roussieux, Sahune, Saint-Auban, Sainte-Euphémie, Sainte-Jalle, Tarendol, Taulignan, Teyssières et Vercoiran.

## Alliances
Les principales alliances des Montauban et leurs branches sont : Montdragon, Baux-Orange, Castellane, de Puy-Montbrun, Morges, Arthaud, Villeneuve, Rame, Flotte, d'Agoult, Adhémar, Alleman, Mévouillon, La Tour du Pin, Génève, Bardonnèche, Reynard, Philibert, La Piarre, de Rambaud.

## Demeures
- Château de Ban,
- Château de Chauvac,
- Château de Mirabel,
- Château de Montauban,
- Château de Nyons,
- Château de Valréas.

## Galerie

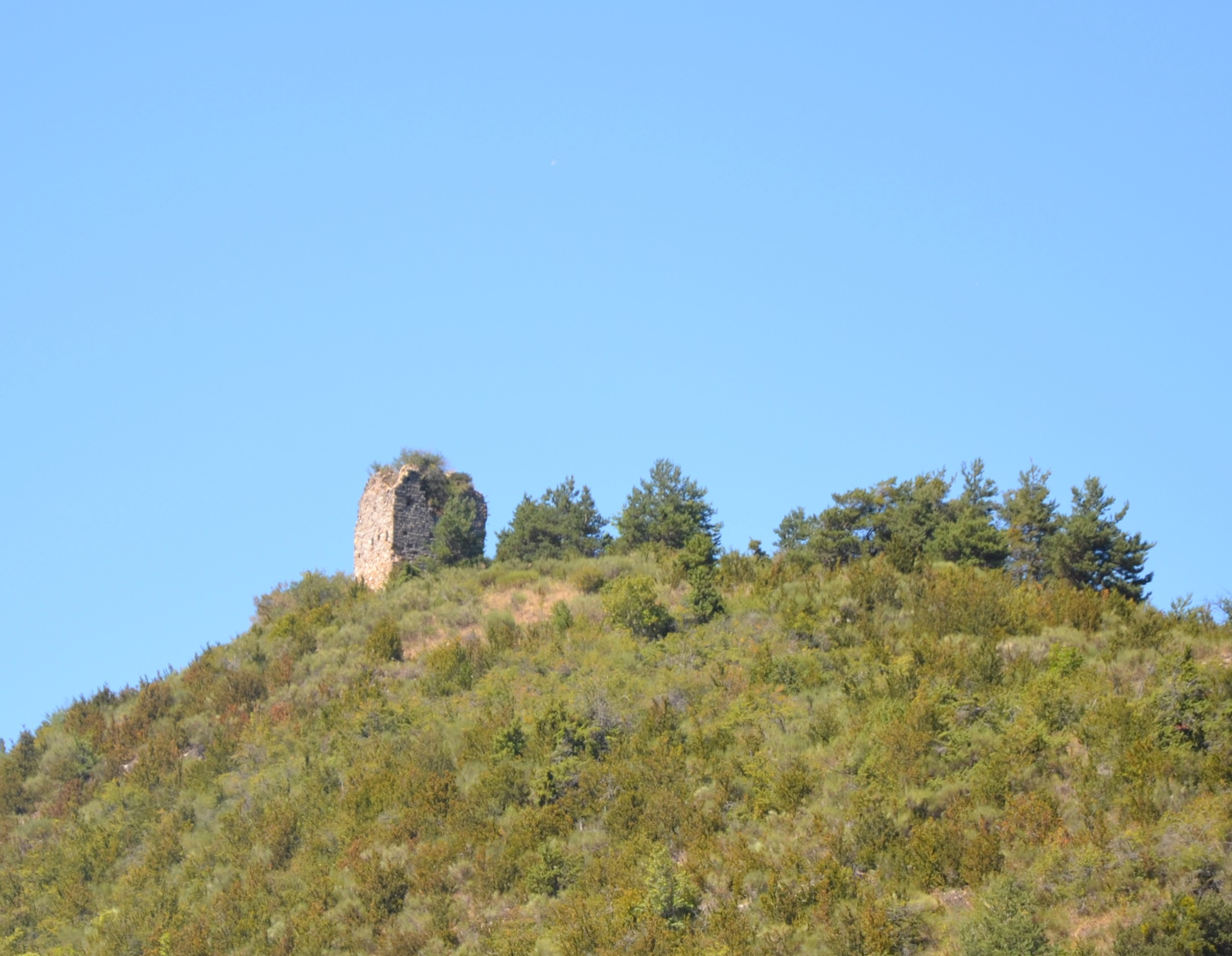
Vestiges du château de Chauvac.